# クローサー (2004年の映画)
『クローサー』（Closer）は、2004年製作のアメリカ映画。マイク・ニコルズ監督。ラブ・ストーリー。世界中でヒットした舞台劇の映画化で、原作を書いたパトリック・マーバーが脚本も担当している。
日本公開時はR15指定であった。

## ストーリー
ロンドン。小説家志望のジャーナリスト、ダン（ジュード・ロウ）は、街の交差点で、ニューヨークから単身で来ていたストリッパーのアリス（ナタリー・ポートマン）と出会う。2人はまもなく同棲を始める。
1年半後、アリスをモデルにした小説の出版を控えたダンは、撮影スタジオで出会ったフォトグラファーのアンナ（ジュリア・ロバーツ）に一目惚れする。半年後、ダンのチャット上の悪戯により、アンナと皮膚科専門の医師ラリー（クライヴ・オーウェン）が水族館で出会い、2人は互いに心を通わせ始めた。
4ヵ月後、アンナの写真展の会場で4人が出会う。アンナとラリーは結婚を目前に控えていたが、この日を境にアンナはダンとの密会を重ねていくようになる。1年後、アンナとラリーは結婚していたが、微妙なすれ違いが始まっていた。アリスも、ダンがアンナを愛していることに傷つき、ダンの元から姿を消してしまう。
3ヵ月後、「ジェーン」という名前で再びストリッパーとして働いていたアリスと、ラリーが再会。1ヵ月後、ラリーはアンナとの離婚届にサインする代わりに、最後にもう一度彼女を抱きたいと要求する。アンナはその条件を受け入れ、それを知ったダンは傷つく。アンナとダンの愛は終わった。
1ヵ月後、ダンはラリーの診療所を訪ねる。そこでダンは、アンナがラリーと正式な離婚手続きを踏んでいなかったことを知らされ、ショックを受ける。ラリーは、そんなダンにアリスの居場所を教えるが、同時に自分とアリスが再会した時の関係も仄めかす。ダンとアリスは再会し、また結ばれたものの、真実を知ることに執着したダンに対してアリスの愛は消え、単身ニューヨークへ帰ってしまうのだった。

## キャスト
| 役名                                    | 俳優                 | 日本語吹替 |
| --------------------------------------- | -------------------- | ---------- |
| ダン・ウォルフ                          | ジュード・ロウ       | 内田夕夜   |
| アンナ・キャメロン                      | ジュリア・ロバーツ   | 黒谷友香   |
| アリス・エアーズ / ジェーン・ジョーンズ | ナタリー・ポートマン | 落合るみ   |
| ラリー・グレイ                          | クライヴ・オーウェン | 山寺宏一   |
| 税関職員                                | コリン・スティントン | をはり万造 |
| タクシー運転手                          | ニック・ホッブス     | 田中一永   |

- その他の日本語吹替：加藤悦子、松浦チエ

## その他
- クライヴ・オーウェンは舞台版で、ジュード・ロウが演じたダンを演じていた。
- ゴールデン・グローブ賞2部門受賞。　最優秀助演男優賞：クライヴ・オーウェン　最優秀助演女優賞：ナタリー・ポートマン
- ナタリー・ポートマンはヌードでストリッパー役を演じ切ったが、撮影された裸のシーンの一部は後にカットされた。カットの理由については「エージェントである母親のストップがかかった」「監督の意向により使われなかった」「ポートマン自身が仕上がりに満足出来ず監督にシーン削除を頼み込んだ」などと言われており、真偽は不明である。
- 挿入歌：Damien Rice/The Blower's Daughter　尚、市販されたDVDには特典映像としてPVが見られる。

## キャッチコピー
- 体を重ねるたび、唇が嘘を重ねる。